# 프랜시스수차

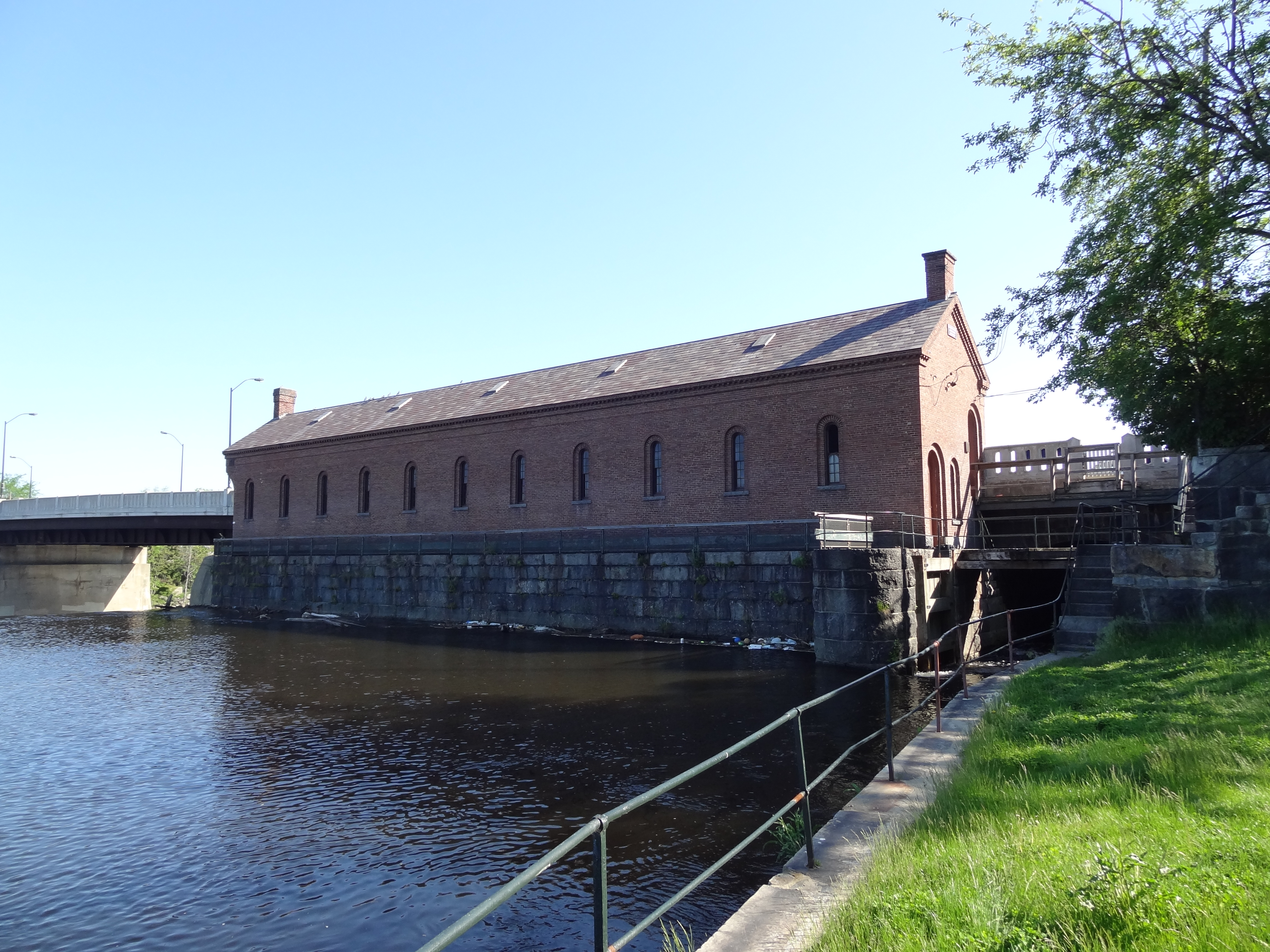

프랜시스수차(Francis水車)는 수차의 한 종류이다. 적용되는 낙차 범위가 넓으므로 많은 형식이 있다. 가령 입축단륜단류스파이럴(立軸單輪單流渦卷形)에서는 수원(水源)으로부터 도입된 물은, 스파이럴 케이싱을 한 바퀴 도는 동안에 안내날개 사이를 지나고, 날개 수레의 온 둘레에 골고루 흘러들어 날개 사이를 안쪽으로 흐르되 날개에는 반동을 주면서 흡출관(吸出管)으로 나와 방수로로 내보내진다. 프랜시스수차에서는, 날개 수레와 방수 면과의 사이의 낙차(흡출높이)는 수차에의 일에 유효하게 이용되고 있다. 흡출관은 끝이 넓게 만들어져 있어, 날개에서 나온 물이 하류로 흐르기 쉽게 하고, 흐름에 대한 저항을 적게 함으로써 물의 흡출효과(吸出效果)를 크게 하고 있다. 다만 이렇게 하기 위해서는 수원으로부터 방수면까지 수로는 빈틈이 완전히 물로 꽉 채워져 있어야만 한다. 안내날개는 조작기구(操作機構)에 의해 각도가 변경될 수 있게 되어 있다. 프랜시스수차에서의 물의 작용은〔그림〕－5처럼 물은 안내날개의 유로(流路)를 절대속도로 나와 날개 수레로 들어가는 것으로 한다. 날개 수레는 입구에서 주속도(周速度：날개 수레의 바깥 둘레의 속도)를 가지고 있으므로, 물은 날개 속으로 상대속도(날개와 함께 회전하면서 관측했을 때의 유체의 속도)으로 들어가게 된다(날개 수레의 날개 입구는 대략 방향으로 만들어져 있다). 날개의 출구에서 상대속도가 2, 절대속도로 흘러 나가는 것이라고 한다면 날개 수레의 수력효율은 다음 식으로 구해진다. 은 과 이 이루는 각과 다 이루는 각은 유효낙차이다. 이 식에서 날개 수레 입구의 조건을 일정하게 하고 즉 유출 방향이 날개 수레의 중심을 향하고 있을 때 최대효율이 됨을 알게 된다. 그러나 실제로는, 물은 날개 수레를 통과하는 동안에 점차 방향을 차축 방향으로 바꾸고, 최후에는 축 방향으로 되어 나가므로 날개 안의 흐름은 복잡해지고, 수력효율도 위의 식처럼 간단하게 되지 않는다. 한편, 반동수차에서는 날개 수레를 통과하는 동안에 물의 압력이 현저히 변한다. 최고효율로 작동(作動)할 수 있도록, 안내날개와 함께 날개 수레의 날개의 기울기도 변경시킬 수가 있게 되어 있는 점이다.

## 같이 보기
- 수력
- 카플란수차
- 펠톤수차